# Eurypanopeus confragosus
Eurypanopeus confragosus is een krabbensoort uit de familie van de Panopeidae. De wetenschappelijke naam van de soort is voor het eerst geldig gepubliceerd in 1933 door Rathbun.